# Brandend vuurtje
Het brandend vuurtje (Dondice banyulensis, soms geplaatst in het geslacht Godiva) is een zeenaaktslak uit de familie van de Facelinidae. 
De soort leeft in de Middellandse Zee, maar wordt ook aangetroffen in het aangrenzende deel van de Atlantische Oceaan. De soort is te herkennen aan de lichtoranje papillen, die het uiterlijk geven van een vuurtje. De slak heeft lange mondtentakels. Op de rug lopen witte lengtestrepen.
De slak leeft op zo'n 10 tot 30 meter diepte op rotsbodems en wordt tot 7 centimeter lang. De soort eet hydroïdpoliepen en mosdiertjes.